# Mariella Frostrup

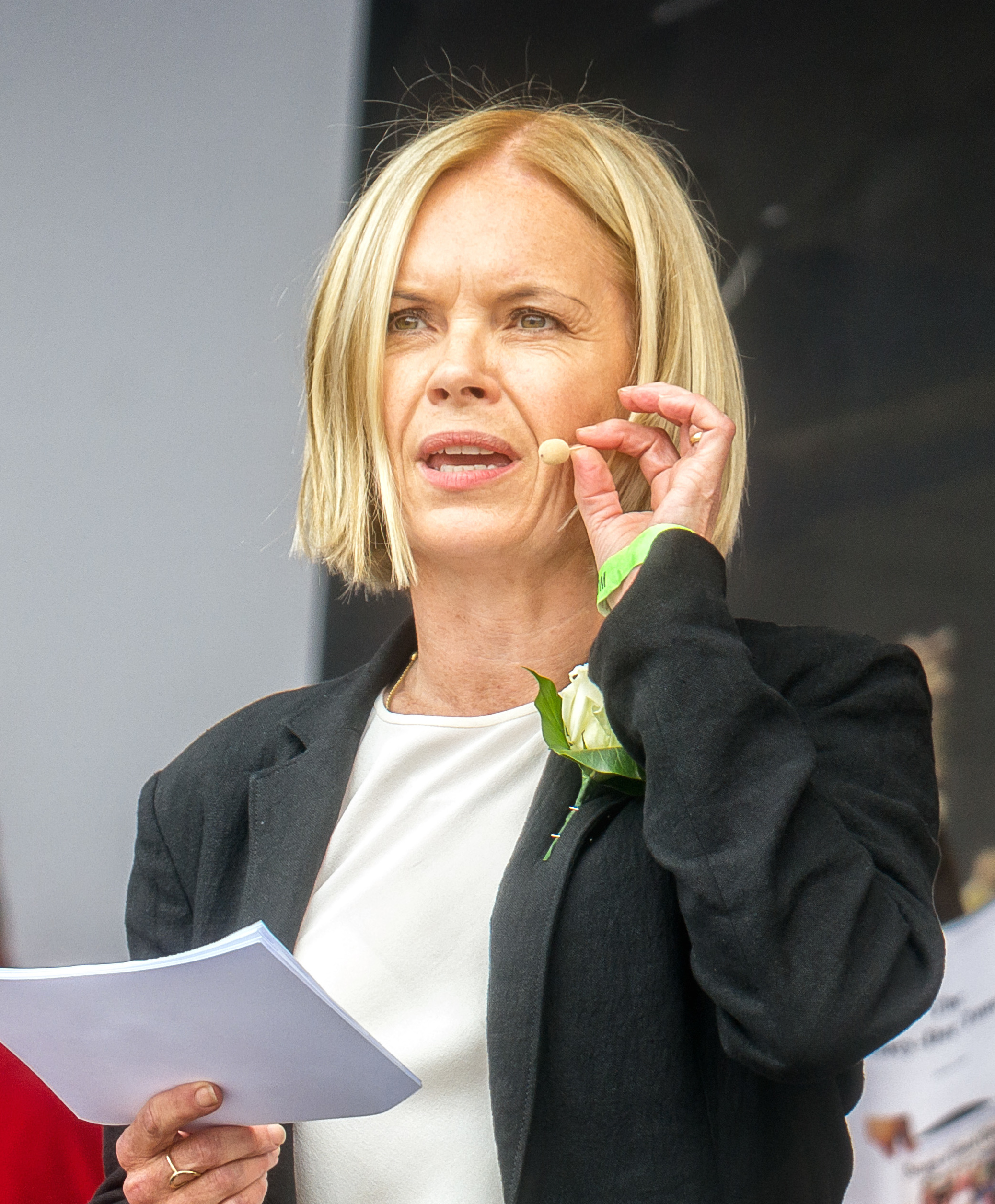
Mariella Frostrup (2016)

Mariella Frostrup (* 12. November 1962 in Oslo, Norwegen) ist eine Journalistin, Moderatorin, Off-Sprecherin und Schriftstellerin.

## Leben
Mariella Frostrup wurde 1962 in Oslo als Tochter des norwegischen Journalisten Peter Frostrup und einer schottischen Künstlerin geboren. 1969 zog die Familie ins irische Kilmacanogue, wo ihr Vater für die The Irish Times arbeitete. Die Mutter trennte sich vom alkoholkranken Vater, als Mariella Frostrup acht Jahre alt war. Nachdem auch die nächste Beziehung des Vaters gescheitert war, zog Frostrup wieder zu ihm nach Dublin. Der Vater starb, als Mariella Frostrup 15 Jahre alt war.
Acht Monate nach seinem Tod zog sie 1978 nach London, wo sie bald für Parlophone Records arbeitete. Danach war sie zwischen 1980 und 1990 als Public-Relations-Verantwortliche für Phonogram Records tätig und organisierte unter anderem die PR-Arbeit zu Live Aid 1985.
Ab Ende der 1980er Jahre übernahm sie erstmals die Moderation verschiedener Fernsehsendungen wie The Little Picture Show, Frostrup on Sunday, Breakfast with Frost, Mariella's Book Show und Panorama. Im Radio moderiert sie unter anderem die Sendung Open Book auf BBC Radio 4. Frostrup ist für ihre unverwechselbare Stimme bekannt und wird regelmäßig als Sprecherin gebucht. So sprach sie die Off-Texte in diversen Kurz- und Dokumentarfilmen und wurde auch für die Ansagen der London Overground verpflichtet. Daneben schreibt sie für verschiedene Publikationen, unter anderem für The Guardian und The Observer.
Frostrup war in erster Ehe von 1979 bis 1984 mit dem Skids-Sänger Richard Jobson verheiratet. Bei einer Charity-Tour durch Nepal lernte sie den Anwalt Jason McCue kennen, den sie zwei Jahre später heiratete. Aus der Ehe gingen zwei Kinder, eine Tochter und ein Sohn, hervor. Die Familie lebt in London.

## Filmografie (Auswahl)
- 2002–2003: Coupling – Wer mit wem? (Coupling, Fernsehserie, 3 Episoden)
- 2003: Sitting Ducks
- 2004: Brand Spanking (Kurzfilm, Sprechrolle)
- 2008: Das Geheimnis der Flamingos (The Crimson Wing: Mystery of the Flamingos, Dokumentarfilm, Sprechrolle)
- 2011: Johnny English – Jetzt erst recht (Johnny English Reborn, Sprechrolle)
- 2011: Scenes of an Adult Nature (Kurzfilm, Sprechrolle)
- 2013: Bridging the Distance (Kurzfilm, Sprechrolle)

## Schriften
- Dear Mariella.... Bloomsbury, 2005, ISBN 9780747577089.
- Desire: 100 of Literature's Sexiest Stories. Head Of Zeus, 2016, ISBN 978-1784975449.
- Wild Women. Head of Zeus, 2019, ISBN 978-1788540018.